# 新海洋子
新海 洋子（しんかい ひろこ、1958年2月13日 - ）は、日本棋院東京本院所属の囲碁の女流棋士。東京都出身。岩本薫九段門下。六段。2020年引退。

## 略歴
1969年に父に碁会所へ連れて行かれ囲碁に興味を持つ。1971年、父の薦めで院生に。院生に推挙人が必要だと知らなかったため、当時院生師範を中村勇太郎に引き受けてもらった。1974年に岩本薫の研究会に入りそのまま門下へ。初タイトル奪取が41歳と遅咲きであった。
囲碁の基本ルールにカードゲームの要素を加味したボードゲーム「CACOMO」（カコモ）を考案、「CACOMOの母」として普及に努めた。2020年引退。
- 1978年 入段
- 1981年 二段
- 1983年 三段
- 1988年 四段
- 1998年 五段
- 2020年 六段 (2020年3月31日付で退役昇段[1])

## タイトル
- 女流最強戦 2期（1999年,2004年）